# しんえん2
しんえん2（ShindaiSat）は九州工業大学と鹿児島大学の学生が作成した探査機。2014年12月3日H-IIAロケット26号機によってピギーバック方式で打ち上げられた。愛知工科大学も受信に協力している。

## 概要
直径約50cmの14面体の形状をした重さ約17kgの超小型宇宙機。2014年12月9日に、地球からの距離230万kmで電波の受信に成功したとの報告がオランダからあった。